# Internationale Ferienkurse für Neue Musik

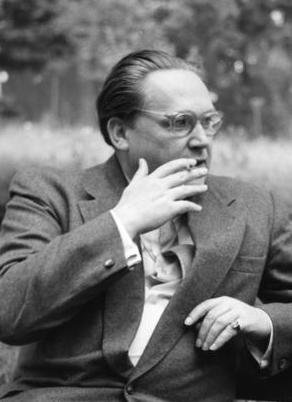
Wolfgang Steinecke 1957

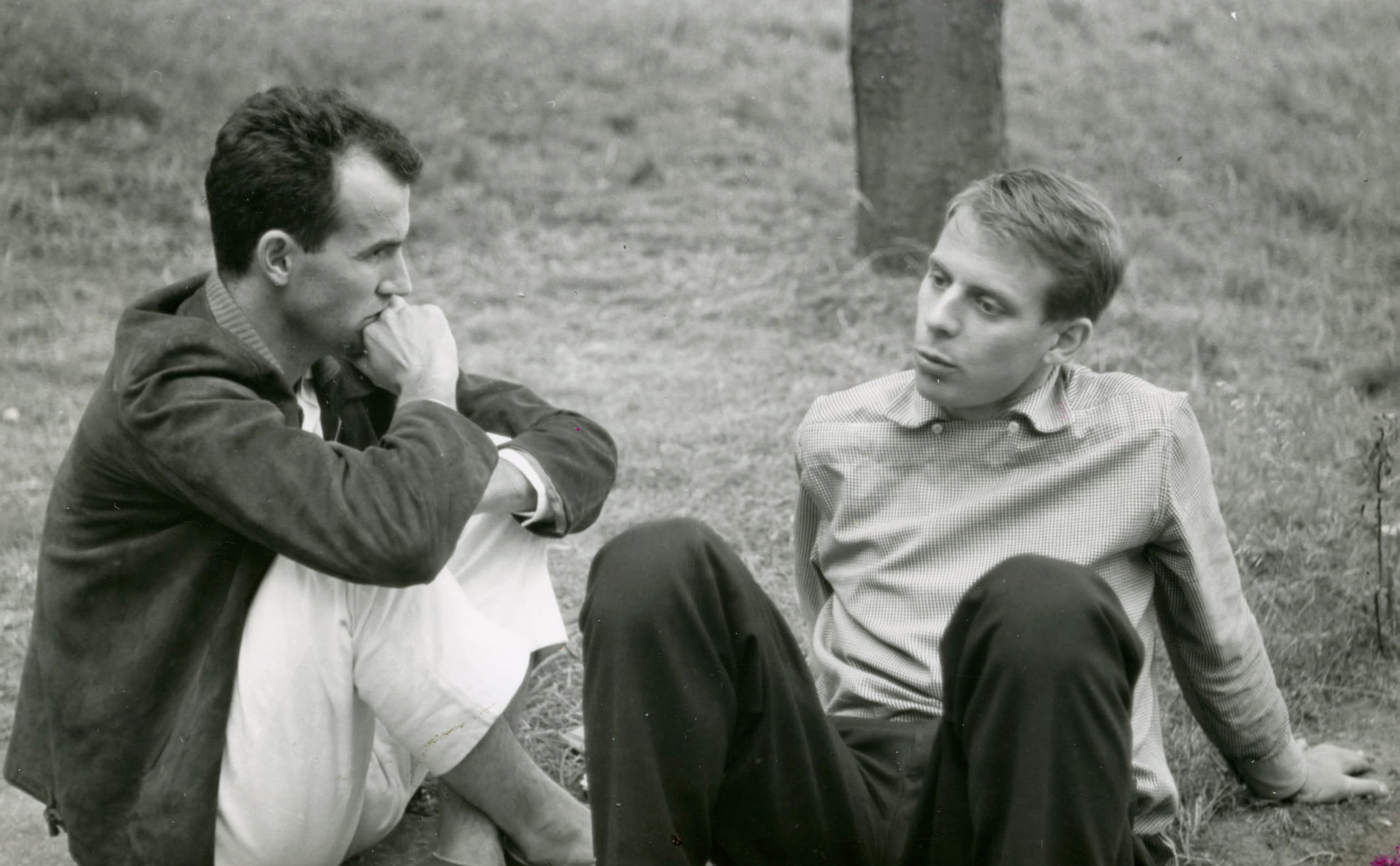
Luigi Nono et Karlheinz Stockhausen à Darmstadt en 1957.

Les Internationale Ferienkurse für Neue Musik (Darmstadt new music summer courses, ou Université d'été internationale pour la nouvelle musique), sont des rencontres musicales annuelles puis bisannuelles créés en 1946 par Wolfgang Steinecke (en) à Darmstadt. Les rencontres comprennent un enseignement de la composition et l'interprétation d'œuvres nouvelles. Pierre Boulez et Olivier Messiaen font partie des nombreux musiciens connus qui y ont participé.

## Histoire
Les rencontres musicales sont créées en 1946 par Wolfgang Steinecke (en). Elles comprennent un enseignement de la composition et l'interprétation, voire les créations, d'œuvres nouvelles. Après la mort de Steinecke en 1961, les cours sont assurés par Ernst Thomas (1962–81), 
Friedrich Ferdinand Hommel (en) (1981–94) et Solf Schaefer (1995–). Grâce à ces cours, Darmstadt est aujourd'hui un centre majeur de la musique contemporaine, et particulièrement pour les compositeurs allemands.
Les rencontres ont lieu annuellement jusqu'en 1970 puis tous les deux ans.
Parmi les nombreux participants connus, citons Theodor Adorno, Franco Evangelisti, Ernst Krenek, René Leibowitz, Olivier Messiaen, Edgard Varèse, Henri Pousseur, Rudolf Kolisch, Eduard Steuermann, Milton Babbitt, Luciano Berio, Pierre Boulez, John Cage, Morton Feldman, Hans Werner Henze, György Ligeti, Bruno Maderna, Luigi Nono, Karlheinz Stockhausen, Wolfgang Rihm, Frederic Rzewski et Iannis Xenakis.
Pendant les années 1950 et 1960, l'école a gagné une certaine mauvaise réputation à cause du manque d'intérêt que manifestaient certains de ses fidèles inconditionnels pour toute musique qui ne coïncidait pas avec les idées intransigeantes de Pierre Boulez sur la modernité. Pour d'autres elle fut un modèle intellectuel d'internationalisation des esthétiques et de contournement des nationalismes musicaux exarcerbés après la Seconde guerre mondiale, modèle qui inspira ensuite une multitude de Festivals de styles contemporains dans l'ensemble du monde occidental pendant plusieurs dizaines d'années[réf. nécessaire].

## Discographie
Sous le Label col legno apparaissent d'abord des CD-Archives avec des œuvres choisies, généralement des créations ou interprétations anciennes.
Puis chez w:de:Neos Music
- 2006[2]